# Rudolf Krüger (Politiker, 1898)
Rudolf Georg Karl Krüger (* 25. Januar 1898 in Hagenow; † 30. Juli 1968 in Bensberg) war ein deutscher Politiker (NSDAP) und Beamter. Von 1932 bis 1933 gehörte er dem Landtag des Freistaates Mecklenburg-Schwerin an.

## Leben und Wirken
Rudolf Krüger war der Sohn eines Kaufmanns. Zunächst besuchte er die Volks- und Stadtschule in seiner Geburtsstadt Hagenow in Mecklenburg-Schwerin. Danach setzte er seine Schulausbildung an den Realgymnasien in Ludwigslust und Schwerin fort und erlangte Ostern 1918 das Abitur. Er begann ein Studium der Germanistik, Geschichte und Philosophie an der Universität Rostock und wechselte zum Sommersemester 1919 an die Universität Heidelberg. Im April 1921 kehrte er an die Universität Rostock zurück, musste das Studium jedoch im Februar 1922 aus finanziellen Gründen abbrechen und arbeitete stattdessen als Hauslehrer in Moltenow bei Schwerin. Zwei Jahre später legte er die Prüfung zum Mittelschullehrer für Deutsch und Englisch ab. Anschließend war er als Lehrer an der Volksschule in Neustadt-Glewe und von 1924 bis 1932 an der Mittelschule in Goldberg tätig.
In Goldberg engagierte sich Krüger kommunalpolitisch als Stadtverordneter. Zum 1. Januar 1931 trat er in die NSDAP ein (Mitgliedsnummer 425.101). Kurz darauf trat er außerdem dem NS-Lehrerbund und der SA bei. Von April 1931 bis August 1932 leitete er die Ortsgruppe der NSDAP und war Führer des SA-Sturmes von Goldberg. Im Juni 1932 wurde er Abgeordneter des siebten Landtages des Freistaates Mecklenburg-Schwerin. Am 13. Juli 1932 wurde er zum Landtagspräsidenten gewählt. Er erhielt 35 der 57 abgegebenen Stimmen (die NSDAP hatte 30 Sitze), sein Gegenkandidat Willi Schröder (KPD) bekam drei Stimmen. Im achten Landtag wurde Krüger am 1. Juni 1933 als Präsident bestätigt.
Im August 1932 wurde Krüger in das Ministerium für Unterricht, Kunst, geistliche und Medizinalangelegenheiten von Mecklenburg-Schwerin berufen und zum Landesschulrat ernannt. Damit trat er die Nachfolge von Rudolf Puls (SPD) an. Krüger war in dieser Funktion unter anderem an der Ausformulierung eines neuen Gesetzes über die Entwicklung und Verwaltung ländlicher Fortbildungsschulen beteiligt. Im April 1933 folgte seine Ernennung zum Regierungsrat. Er arbeitete als Referent für Personalfragen im Ministerium, womit er für rund 3000 Lehrer in Mecklenburg zuständig war.
1933 veröffentlichte Krüger zusammen mit dem Dassower Rektor Otto Lemke das Schulbuch „Deutsches Bauerntum“, das offiziell in Mecklenburg eingeführt und mehrmals neu aufgelegt wurde. Die Reichsstelle zur Förderung des deutschen Schrifttums lobte das Schulbuch als eines der besten seiner Art, das seinen „bleibenden Wert“ unter anderem durch „zahlreiche Stellen aus Werken und Reden des Führers“ erhalte.
Ab 1933 saß Krüger im Programmbeirat der Norddeutschen Rundfunk AG in Hamburg. 1934 wurde er zum Referenten und Leiter des Dezernats VIII in der Abteilung Unterricht des Mecklenburgischen Staatsministeriums berufen. In dieser Funktion war er für die Gesetzgebung im Berufs-, Fach-, Fortbildungs- und Gewerbeschulwesen sowie für das Rundfunkwesen zuständig. 1936 wurde er zum Oberregierungsrat befördert. Von Juni 1936 bis Februar 1943 war Krüger Leiter des Amtes für Erzieher in der Gauleitung Mecklenburg und Gauwalter des NS-Lehrerbunds Mecklenburg. 1937 trat er aus der evangelischen Kirche aus.
Mit Beginn des Zweiten Weltkrieges 1939 meldete sich Krüger freiwillig zur Wehrmacht, leistete jedoch stattdessen nur einen dreimonatigen Heimatkriegseinsatz in einer Kraftfahrersatz-Kompanie. Vom Februar 1940 bis September 1941 leitete er die Kultusabteilung bei der Regierung des Generalgouvernements in Warschau. Zurück in Deutschland vertrat er zunächst Wilhelm Bergholter als kommissarischer Leiter der Abteilung Wissenschaft, Erziehung und Volksbildung des Mecklenburgischen Staatsministeriums. Vom 25. Mai 1943 bis 1. Mai 1945 übernahm er regulär dieses Amt. Im Februar 1943 wurde er zum Ministerialrat und Kurator der Universität Rostock ernannt. Er war außerdem in Mecklenburg als Schulbeauftragter für die Erweiterte Kinderlandverschickung und als Aufsichtsführender über Lehrerbildungsanstalten und -prüfungsausschüsse tätig.
Am 15. Mai 1945 trat Krüger erneut das Amt des Leiters der Abteilung Wissenschaft, Erziehung und Volksbildung an, wurde jedoch bereits am 1. Juni auf Anordnung der Alliierten Militärregierung durch Staatsminister Friedrich Stratmann beurlaubt und am 29. Juni 1945 durch Hanns Jess aus dem mecklenburgischen Landesdienst entlassen. Krüger starb mit 70 Jahren in Bensberg bei Köln.

## Schriften
- mit Otto Lemke: Deutsches Bauerntum: ein Buch für die mecklenburgische Landjugend. Beltz, Langensalza 1933.
- mit Otto Burmeister, Adolf Plagemann: Unsere Fibel. Beltz, Langensalza 1936.
- mit Otto Burmeister, Adolf Plagemann: Die Ganzheitsmethode: methodische Einführung in 'Unsere Fibel'. Beltz, Langensalza 1936.